# 햄스터 (기업)
주식회사 햄스터(株式会社ハムスター, Hamster Corporation)는 일본의 비디오 게임 배급사이다. 본사는 도쿄 세타가야구에 위치해있다.
오래된 게임들을 여러 플랫폼으로 재발매하는 것이 특징으로, 대표 브랜드로 플레이스테이션 4, 엑스박스 원, 닌텐도 스위치 및 마이크로소프트 윈도우로 발매하는 《아케이드 아카이브스》가 있다.

## 역사
파산한 일본의 게임 기업 여러 자산을 획득했는데, 2014년 3월에는 일본 물산, 2016년 5월에 UPL, 2017년 6월에 NMK, 2018년 3월에 비디오 시스템의 비디오 게임들에 대한 판권을 매입했다.

## 배급한 게임

### 닌텐도 3DS
- 시티 커넥션
- 필드 컴뱃
- 스도쿠 by Nikoli

### 플레이스테이션
- 코튼 (시리즈)
- 문 크레스타
- 라이덴 (비디오 게임)

### 플레이스테이션 4
- 스도쿠 by Nikoli

### 플레이스테이션 포터블
- 스도쿠 by Nikoli

### 플레이스테이션 비타
- 스도쿠 by Nikoli

### Wii
- 시티 커넥션
- 필드 컴뱃
- 문 크레스타
- 미스터 도

### Wii U
- 필드 컴뱃